# Potocki-Palast (Jabłonna)

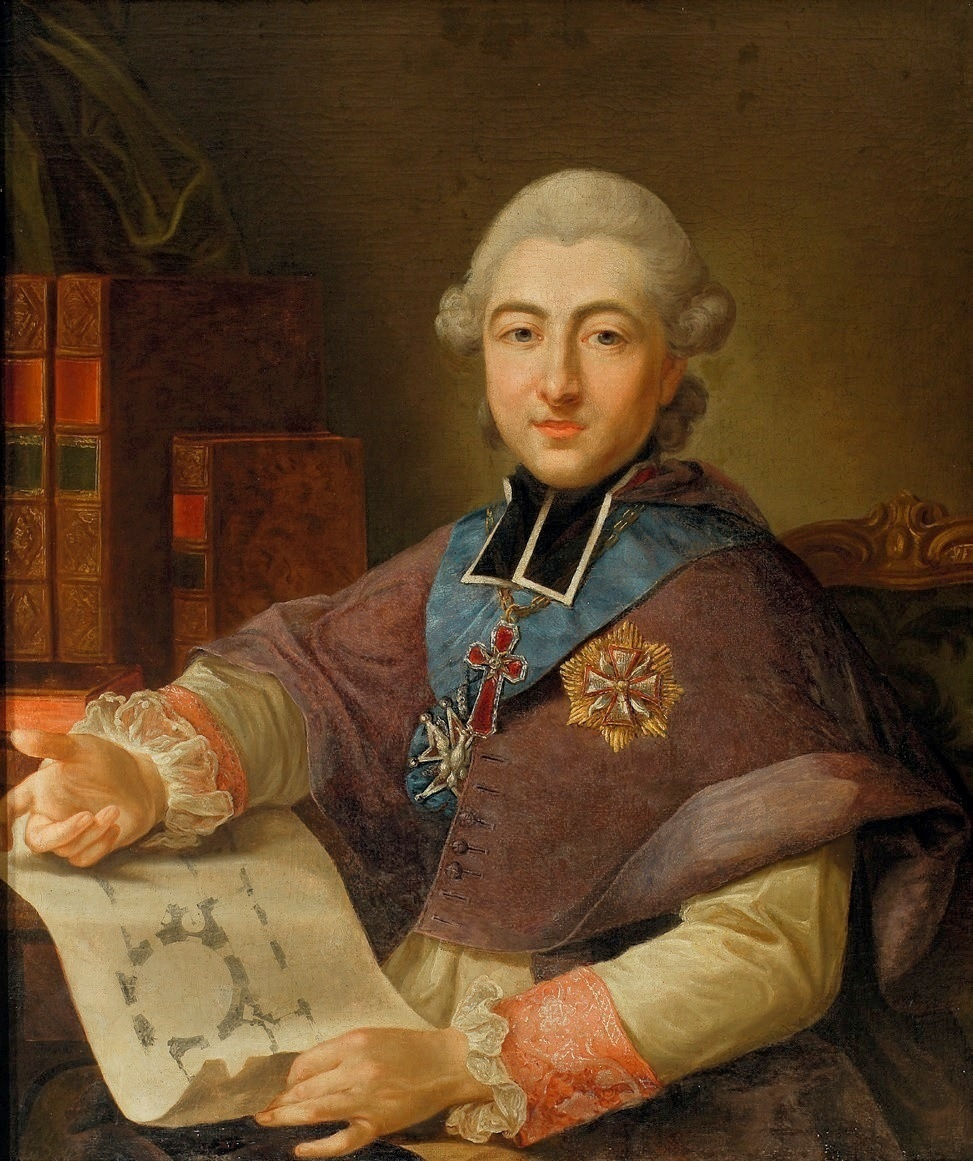
Michał Poniatowski auf einem 1776 entstandenen Gemälde von Mateusz Tokarski. Der Bischof hält einen Bauplan des Palastes von Jabłonna in den Händen, auf dem deutlich der Grundriss des runden Saals im Mittelrisaliten erkennbar ist

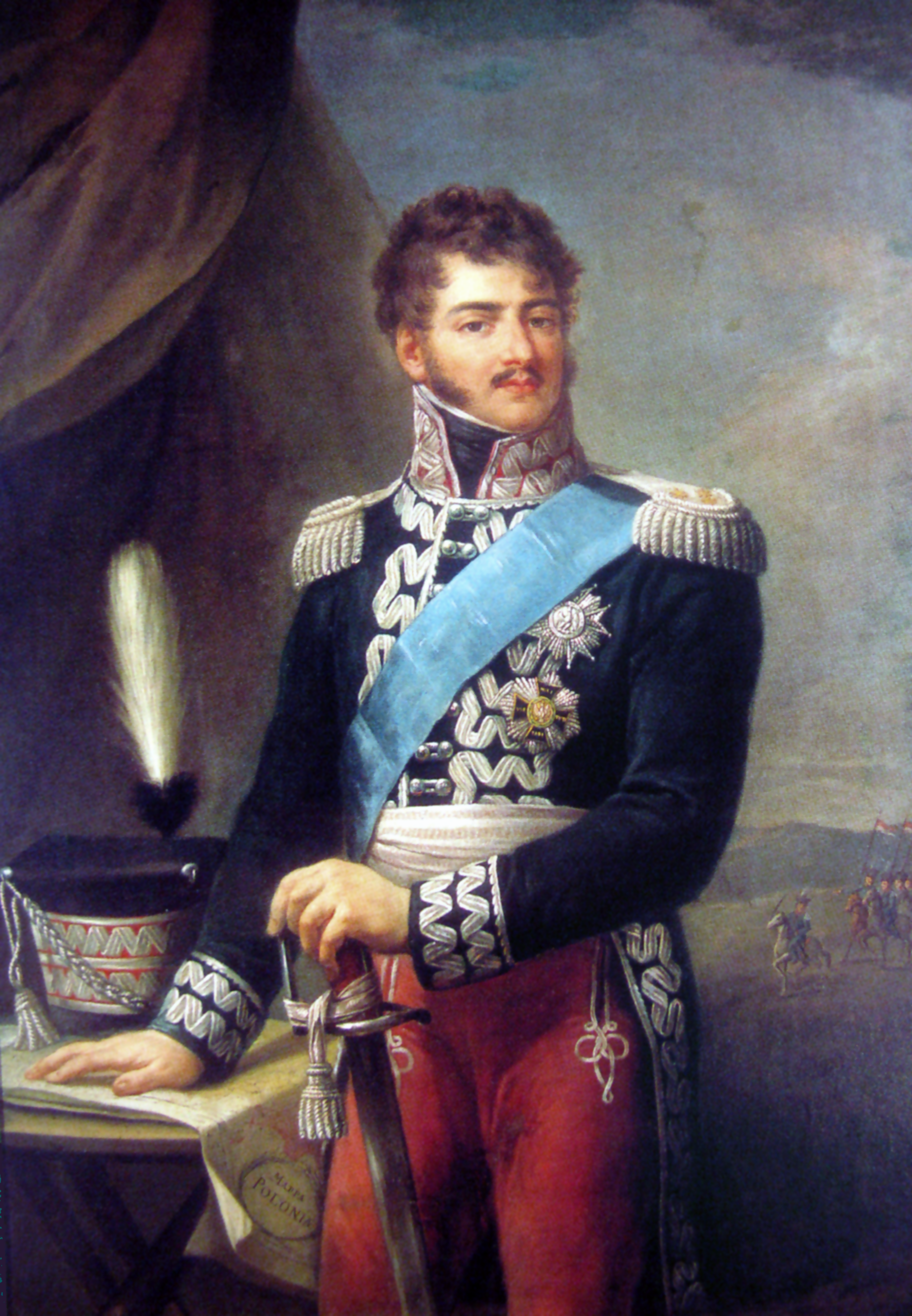
Jożef Poniatowski 1814 auf einem Ölgemälde von Franciszek Paderewski

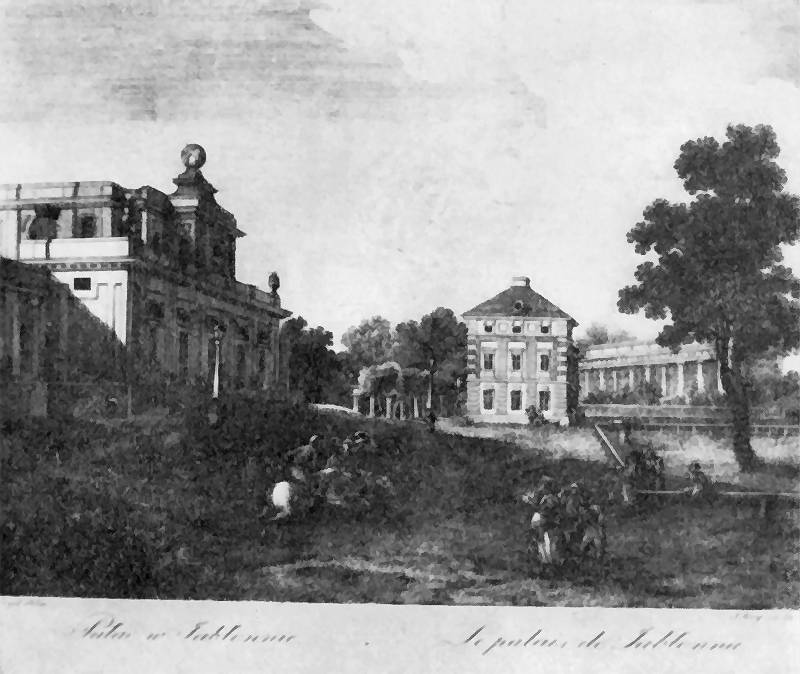
Radierung des Palastensembles von 1806 von Jan Frey nach einer Zeichnung von Zygmunt Vogel. Schräg hinter dem rechten Pavillon (Bildmitte) ist die heute noch vorhandene Orangerie erkennbar

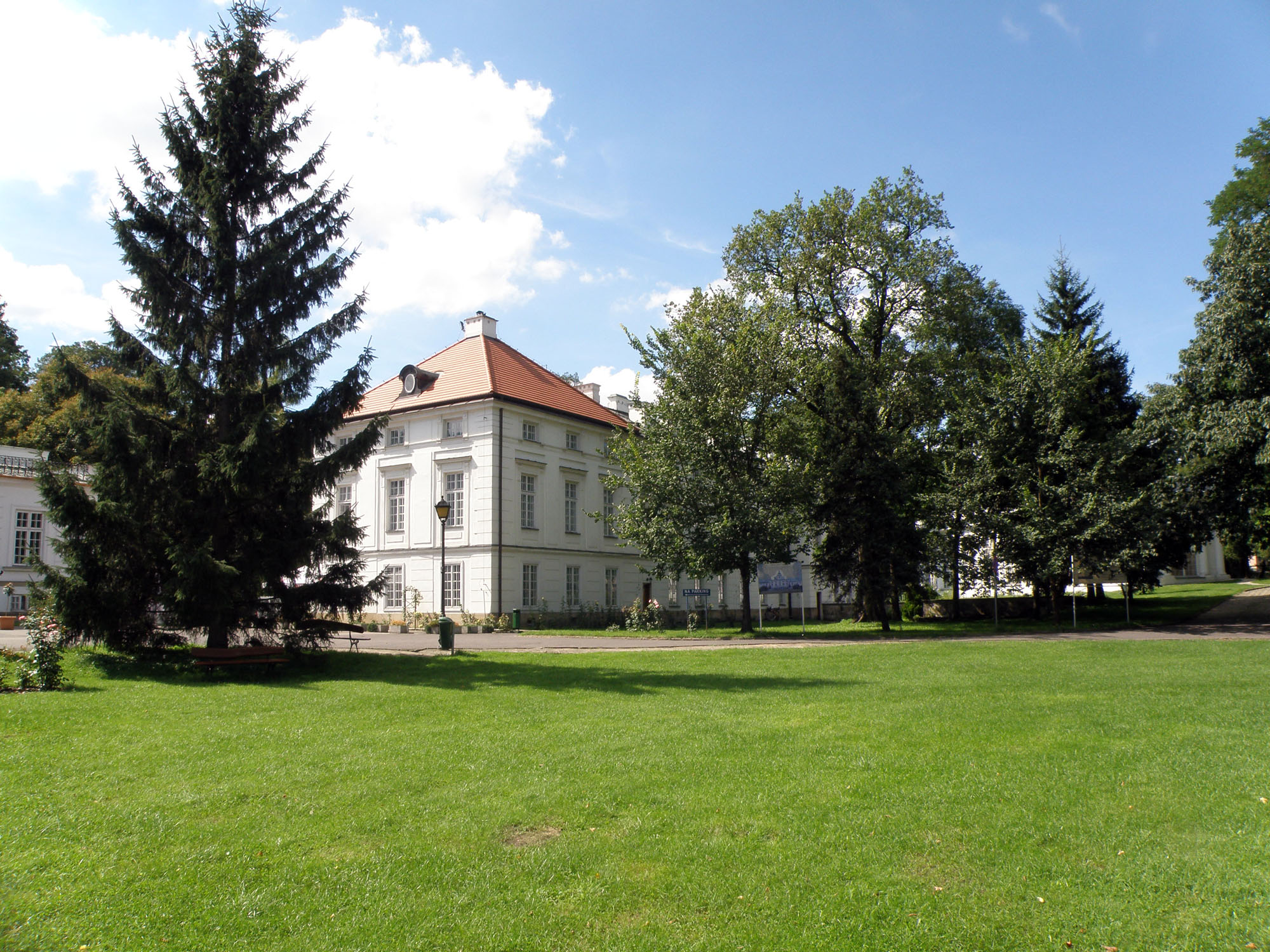
Rechter Pavillon mit dem sich anschließenden Nebengebäude (verdeckt von Bäumen)

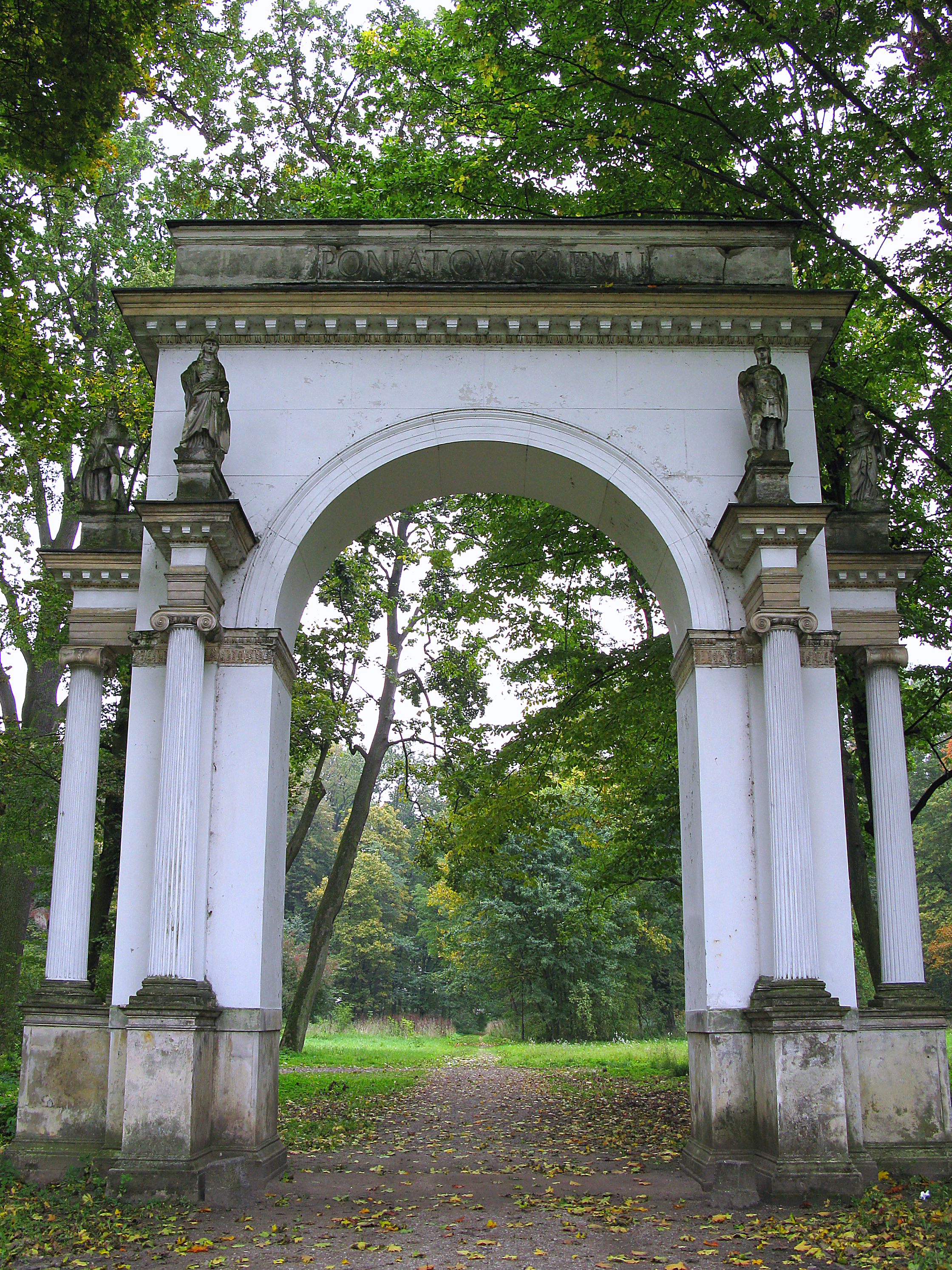
Von Marconi gestalteter Triumphbogen zu Ehren Jożef Poniatowskis im Park des Palastes. Ansicht aus Palastrichtung mit der hier sichtbaren Inschrift „Poniatowskiemu“ („Für Poniatowski“) auf der Attika. Ionische Säulen werden von römischen Kriegerfiguren gekrönt. Im Jahr 1960 von Stanisław Kiliszka saniert

Der Potocki-Palast (auch Jabłonna-Palast genannt, polnisch: Pałac w Jabłonnie) in Jabłonna ist ein in einem Parkkomplex gelegener, heute frühklassizistisch gestalteter Palast rechtsseitig der Weichsel rund 20 Kilometer außerhalb Warschaus. Ehemals die Residenz der Mitglieder zweier bedeutender polnischer Familien dient er heute als Veranstaltungszentrum und verfügt über ein angegliedertes Hotel.

## Geschichte
Seit dem 15. Jahrhundert war die Ortschaft Jabłonna Eigentum der Bischöfe von Płock. Zu einem späteren Zeitpunkt wurde sie von den Bischöfen als Sommerresidenz gewählt. Einer von ihnen, Karl Ferdinand Wasa, errichtete 1646 eine Privatkapelle, die zu einem Wohngebäude gehörte, über das heute nichts mehr bekannt ist.

### Michał Poniatowski
1773 wurde der Bruder von König Stanislaus II. August Poniatowski, Michał Poniatowski, zum Bischof von Płock ernannt. Im selben Jahr erwarb er vom Bischofskapitel das Anwesen in Jabłonna, um es zu einer modernen Residenz umzubauen. 1774 begannen die Bauarbeiten nach Entwürfen von Domenico Merlini; zunächst wurden im Vorwerk neue Wirtschaftsgebäude errichtet, danach begann der Bau der Residenz. Mitte der 1780er Jahre waren die Residenz sowie der Park mit den dort befindlichen Bauwerken fertiggestellt.
Der ursprünglich barocke Residenz-Gebäudekomplex bestand aus dem eingeschossigen Palast mit einem hohen Mittelrisaliten, zwei quadratischen, dreigeschossigen Pavillons und einem zweigeschossigen Nebengebäude, dass sich an den rechten Pavillon anschloss. Der Palast diente dem Bischof als Wohnung, in den Pavillons und dem Nebengebäude wurden Hof und Gäste untergebracht. Im linken Pavillon übernachtete Stanislaus II. anlässlich seiner Besuche beim Bruder; das Gebäude wird deshalb bis heute als „Königspavillon“ bezeichnet.
Der Park im englischen Landschaftsstil wurde von Szymon Bogumił Zug gestaltet. Von ihm stammten auch die Entwürfe zu mehreren kleineren Parkbauwerken, von denen heute noch drei existieren: die Grotte (1778), die Orangerie (um 1780) und der Chinesische Pavillon (1784). In der Grotte existierte einer noch heute bekannten Legende zufolge der Anfang eines unterirdischen Tunnels, der unter der Weichsel bis zum Warschauer Stadtteil Bielany geführt haben soll.

### Jożef Poniatowski
1794 erbte der Kriegsheld Józef Antoni Poniatowski, ein Neffe des Bischofs, das Anwesen. Zunächst konnte der neue Besitzer den Palast jedoch nicht bewohnen, da er sich nach der Dritten Teilung Polens gezwungen sah, nach Wien überzusiedeln. Nach seiner Rückkehr nach Warschau im Jahr 1798 lebte er abwechselnd im Palast unter dem Blechdach in der Warschauer Altstadt und im Palast in Jabłonna. In beiden Objekten repräsentierte seine Freundin, die Gräfin Henriette de Vauban. Poniatowski lebte großzügig und unterhielt eine eigene Musikkapelle und mehrere Pferdeställe. In Jabłonna bewohnte er das Erdgeschoss des rechten Pavillons. Hier trug er auch seine umfangreiche Archivsammlung zusammen, die sich heute im Warschauer Hauptarchiv alter Akten (polnisch: Archiwum Głowne Akt Dawnych) befindet.
Nach seinem Tod in der Völkerschlacht bei Leipzig 1813 fiel der Palast zunächst an Poniatowskis Schwester Teresa Tyszkiewicz, die ihn nach dem Willen ihres Bruders an Anna Potocka, geb. Tyszkiewicz vererbte. Die Potocka, die sich 1821 nach ihrer Scheidung mit dem General Stanisław Dunin-Wąsowicz vermählte, übernahm Jabłonna 1822 und begann mit einer Instandsetzung der Gebäude. Die kunstsinnige und intellektuelle „Anetka“ gestaltete Teile des Komplexes zum Gedenken an Józef Poniatowski; neben der Anlage und Ausstellung einer Sammlung von Erinnerungsstücken an ihn ließ sie einen Triumphbogen mit der Inschrift „Für Poniatowski“ im Park errichten. Eine von ihr eingesetzte und noch bestehende Tafel an der Nordseite des Palastes informiert:

„Die Klause des Helden
sorgsam verziert
ohne die Andenken anzutasten
überliefere ich den Nachkommen
1837 A.D.W.“

### Umbau des Ensembles
1827 entstanden an der Parkeinfahrt ein neues Tor mit Granitsäulen, die von der Marienburg stammten, sowie zwei Wachhäuschen. Enrico Marconi baute 1837 den Palast für die Duni-Wąsowicz grundlegend um; bis auf den runden, barocken Prunksalon wurden alle Innenräume umgestaltet und eine zusätzliche Raumflucht angelegt. Die Fassade erhielt eine zierliche Pilastergliederung. An die Nordseite des Palastes wurde eine heute nicht mehr erhaltene Pergola angebaut, in der ein Lapidarium eingerichtet wurde. Der Wintergarten erhielt eine zeitgemäße Metallkonstruktion. Unter Marconi wurden auch neue Wirtschaftsgebäude und Marställe mit Remisen errichtet.
Nachfolgende Eigentümer des Anwesens waren Maurycy Potocki und ab 1879 dessen Sohn August, der allgemein als „Graf Guccio“ bekannt und wegen seiner offen gezeigten Abneigung gegenüber den russischen Machthabern bei der polnischen Bevölkerung sehr beliebt war. Unter den Potocki veränderte sich das Anwesen kaum, allerdings musste ein Hochwasserdeich zur Weichsel hin im Park errichtet werden, der fortan den Ausblick Richtung Westen beschränkte. 1905 erbte der Sohn des lebenslustigen „Grafen Gucci“, Maurycy Potocki, den Palast und blieb sein Eigentümer bis zur Enteignung im Jahr 1945.

### Zweiter Weltkrieg und Nachkriegszeit
Vom 5. bis zum 7. September 1939 befand sich im Palast das Hauptquartier der „Modlin“-Armee, deren Einheiten bei der Abwehr des Überfalls auf Polen in Verteidigungsstellungen um Warschau eingesetzt waren. Von deutschen Truppen wurden im weiteren Kriegsverlauf an der nahegelegenen Weichsel-Biegung befestigte MG-Stellungen zur Sicherung des Flussüberganges angelegt. 1944 waren hier während des Warschauer Aufstandes Soldaten des 6. SS-Panzergrenadierregiments „Theodor Eicke“ (3. SS-Panzer-Division Totenkopf) eingesetzt. Im August 1944 wurde das Ensemble von der Wehrmacht niedergebrannt.
1953 erhielt die Polnische Akademie der Wissenschaften die Ruine. Die PAN ließ die Anlage als Erholungs- und Konferenzzentrum wiederaufbauen. Die Wiedererrichtung des Palastes erfolgte nach Planungen von Mieczysław Kuźma, die Rekonstruktion des Parkes übernahm Gerard Antoni Ciołek.
Der fertiggestellte Palast ist eine Mischung verschiedener Bauepochen und entspricht keinem früheren Bauzustand, womit er sich von den in Warschau errichteten Palästen unterscheidet, die (im Außenbereich) eine Kopie eines bestimmten Bauzustandes darstellen. Der Mittelteil erhielt sein Aussehen aus dem 18. Jahrhundert zurück, die beiden Seitenteile enthalten die von Marconi angefügte Elemente, wurden beim Wiederaufbau jedoch anders dekoriert. Das mit an dem rechten Pavillon verbundene Nebengebäude wurde auf ebenfalls drei Geschosse erhöht.
Die bis kurz vor der Zerstörung des Palastes dort vorhandene Kunstsammlung war noch rechtzeitig von der Familie Potocki nach Warschau gerettet worden; sie wurde später aufgeteilt und ins Ausland verkauft.
Nach dem Wiederaufbau bezog das Haus der schöpferischen Arbeit der Mitarbeiter der PAN hier seinen Sitz.

## Heute
Die Betreibergesellschaft des Komplexes ist das Dom Zjazdów i Konferencji w Jabłonnie, eine Institution der PAN; die Anschrift lautet Ulica Modlińska 105. Über den Betreiber kann der Palast zu privaten Feiern gemietet werden; häufig finden hier Firmenveranstaltungen und Hochzeitsfeste statt. Konzerte, Kunstausstellungen und Wissenschaftsshows (so das Wissenschafts-Festival) werden hier abgehalten. Der Park ist der Öffentlichkeit zugänglich. In der ehemaligen Orangerie befindet sich heute eine Kunstgalerie.
Im Keller des Palastes ist ein öffentliches Restaurant untergebracht, im rechten Pavillon und dem sich anschließenden Nebengebäude befindet sich ein Hotelbetrieb mit 26 Zimmern. Im Jahr 2008 wurde die Anlage unter den zehn besten Konferenzorten in historischen Gebäuden in Polen gelistet.

## Architektur
Das Gebäude hat heute einen leicht barocken Charakter, die Dekorationen sind frühklassizistisch. Der ungewöhnliche Gebäudekörper stellt sich als unterkellerter, rechteckiger Erdgeschossbau mit einem hohen Mittelrisaliten im hinteren Teil dar. Das Dach des Kernbaus ist recht flach gehalten, die Vorderfront wird von einer Dachterrasse und einem mittig auf ihr stehenden viereckigen Türmchen, dass von einem Dachhelm mit aufgesetzter großer Weltkugel bekrönt wird, dominiert. Zur Gartenseite läuft der das Gebäude überragende massive, dreiseitige Mittelrisalit mit abgekanteten Ecken aus. In dem Risaliten befindet sich der runde Salon. Neben diesem Salon, der den zentralen Raum des Gebäudes darstellt, befinden sich je links und rechts Säle, von denen einer als Wintergarten, der andere als Speiseraum diente. In den sich anschließenden Eckräumen waren kleine Wohnungen mit Schlafzimmern und Garderoben eingerichtet.
Der runde Salon ist deutlich höher als die anderen Räume. Er ist durch Kompositpilaster gegliedert, die einen Balkon tragen. Die Decke des Salons hatte ursprünglich Szymon Mańkowski mit einem Wolkenhimmel bemalt. Das Originalgemälde existiert nicht mehr. Der Salon ist – ebenso wie andere Räume – heute klassizistisch ausgestaltet, einige erhaltene Malereien in Nischen wurden restauriert. Die ursprüngliche Stuckatur im Salon war 1775 von Antonio Bianchi gefertigt worden. Im Kellergeschoss befinden sich unter dem Gewölbe weitere Säle, die 1776 von Antonio Tavello ausgemalt wurden. Diese Gemälde sind erhalten und wurden restauriert. Der linksstehende „Königspavillon“ wurde 1778 von Szymon Mańkowski mit Grotesken ausgemalt, im ersten Stock sind noch Landschaftsmalereien und allegorische Darstellungen von vier Erdteilen in Form von Frauen erhalten. Die heute im Palast vorhandenen Möbel wurden nach dem Wiederaufbau von anderen Orten hierher gebracht.